# The Lord of the Rings: The Return of the King (computerspel)
The Lord of the Rings: The Return of the King is een computerspel uit 2003 ontwikkeld en uitgegeven door Electronic Arts voor Xbox, PlayStation 2, Nintendo GameCube en Microsoft Windows. Het spel werd uitgebracht in Europa op 14 november 2003.
Het spel is gebaseerd op de gelijknamige film The Lord of the Rings: The Return of the King uit 2003. Een reeks gevechten uit de film komt ook voor in het spel, zoals de strijd op de Velden van Pelennor en Isengard.

## Gameplay
Voor elke vijand die gedood wordt, verdient de speler ervaring (Engels: experience). Hiermee kunnen nieuwe combo's, sterkere zwaarden, sterkere pijlen en speciale krachten gekocht worden.
De speler kan drie wegen volgen:
- Het Pad van de Tovenaar: Na het gevecht bij Helmsdiepte, wat het trainingslevel is, gaat Gandalf naar Isengard om daar de Enten te helpen met het vechten tegen Saruman en zijn Uruk-hai. Daarna rijdt hij naar Minas Tirith om daar te helpen met het verdedigen van de stad. Dit level is in twee stukken gedeeld: op de muur waar hij helpt met het wegtrappen van ladders, het verslaan van vijanden en het vernietigen van de nabij komende vijandelijke Belegeringstorens. Het tweede deel speelt zich af op het plein achter de poort waar Gandalf vijanden moet tegenhouden totdat 200 dorpelingen de stad in hebben kunnen vluchten. Het laatste level is voor de Zwarte Poort waar hij Legolas, Gimli en Aragorn helpt om de aandacht van Sauron te trekken.
- Het Pad van de Koning: Het eerste level van de weg van de koning brengt het trio Aragorn, Legolas en Gimli naar de Paden der Doden. Hier moet hij de geesten van het gedeserteerde leger doden om zo een weg te banen naar de Koning der Doden. Wanneer de koning der doden is verslagen gaat het trio naar de zuidelijke poort van de velden van Pelennor. Hier wordt het trio in een val gelokt en vallen de soldaten van Sauron met hulp van 2 bergtrollen aan. Nadat ze door de poort heen zijn gekomen helpen ze bij de strijd op de velden van Pelennor waar ze Orks, Oosterlingen en Mûmakil moeten doden. Het laatste level eindigt ook bij de Zwarte Poort.
- Het Pad van de Hobbits: het eerste level speelt zich af in Osgiliath waar de Frodo en Sam, geleid door Sméagol/Gollem, de stad ontvluchten en de Nazgûl op zijn vreselijke beest ontwijken. Ze worden door Gollem naar het hol van Shelob gelokt waar Sam zich een weg door heen moet banen om Frodo te redden. Na het verslaan van Shelob denkt Sam dat Frodo dood is. Hij pakt de ring en net op dat moment komen er Orks. Nu blijkt dat Frodo nog leeft en wordt hij gebracht naar de toren Cirith Ungol. Alweer moet Sam, Frodo redden. Het laatste level speelt zich af in de Doemberg waar ze tegen Gollem moeten vechten en de Ring in het vuur gooien.

Nadat het level "Het Vuur van de Doemberg" is voltooid komen er nog drie personages vrij om mee te spelen: Merijn, Pepijn en Faramir. Ook zijn er twee nieuwe levels te spelen: de "Palantir van Saruman" en de "Palantir van Sauron".

## De speelbare helden
- Aragorn: Personage in "Het Pad van de Koning" met Anduril als zwaard en een boog als afstandswapen. Aragorn is de beste mêlee-vechter.
- Legolas: Personage in "Het Pad van de Koning" met twee messen als mêlee-wapens en zijn boog Galadhrim. Hij heeft de sterkste boog, maar heeft ook het kleinste aantal levenspunten.
- Gimli: Personage in "Het Pad van de Koning" met een dubbel-bladige bijl als mêlee-wapen en hij kan kleinere bijlen gooien als afstandswapen. Hij heeft het grootste aantal levenspunten, maar zijn aanvallen zijn langzaam.
- Gandalf de Witte: Hij is het enige personage in "Het Pad van de Tovenaar". Als mêlee-wapens gebruikt hij zijn staf en Glamdring. Als afstandswapen gebruikt hij zijn staf om lichtbollen mee af te schieten.
- Sam: Hij is het enige speelbare personage in de eerste drie levels van "Het Pad van de Hobbits" en heeft als mêlee-wapen een zwaard die hij heeft gehad van Aragorn en als afstandswapen gooit hij dolken.
- Frodo: De drager van de Ene Ring en het enige speelbare personage in het laatste level van "Het Pad van de Hobbits". Hij gebruikt zijn Prik als mêlee-wapen en gooit net zoals de andere hobbits dolken als afstandswapen.
- Merijn: Merijn moet eerst vrijgespeeld worden en heeft dezelfde soort aanvallen als Sam en Frodo.
- Pepijn: Pepijn moet ook eerst vrijgespeeld worden en heeft net zoals Sam, Frodo en Merijn dezelfde wapens. Hij heeft een sterke lichte aanval en is goed tegen trollen en orks.
- Faramir: Faramir heeft dezelfde soort aanvallen als Aragorn, maar reikt minder ver met zijn zwaard. Hij slaat sneller, maar doet minder schade. Ook Faramir moet eerst vrijgespeeld worden.

The Fellowship of the Ring · The Two Towers · The Return of the King · The Third Age · War of the Ring · The Battle for Middle-earth · The Battle for Middle-earth II ·  The Battle for Middle-earth II: The Rise of the Witch-king · The Lord of the Rings Online · Conquest · Aragorn's Quest · War in the North · Guardians of Middle-earth · LEGO The Lord of the Rings · LEGO The Hobbit